# Экелик, Мевлют Хан
Мевлю́т Хан Э́келик (тур. Mevlüt Han Ekelik; 16 декабря 2004, Анталия) — турецкий футболист, полузащитник клуба «Антальяспор».

## Клубная карьера
Мевлют Хан Экелик родился в городе Анталия и является воспитанником местного клуба «Антальяспор», где он прошёл через молодёжные команды. Дебют футболиста на профессиональном уровне состоялся 24 июля 2020 года, когда он вышел на замену в матче чемпионата Турции против «Галатасарая».
На тот момент Мевлют Хан Экелик в возрасте неполных 16 лет стал четвертым младшим дебютантом в истории турецкой Супелиги.

## Карьера в сборной
С 2019 года Мевлют Хан Экелик защищал цвета юношеских сборных Турции.